# Аудиција (представа)
Аудиција је југословенска позоришна представа из 1985. године. Режирао ју је Боро Стјепановић, који је написао и текст.

## О представи
Оригинална представа је заснована на истинитим догађајима са пријемних испита за глумачку Академију, који су обрађени на духовит и сарајевском хумору својствен начин.
Сарајевска Аудиција је настала 1985. године, у склопу наставног процеса Академије сценских умјетности у Сарајеву, када су студенти глуме, под менторством Боре Стјепановића, осмишљавали ликове за потребе наставне вежбе "Скица за лик и имитација".

## Улоге
| Глумац                | Улога                           |
| --------------------- | ------------------------------- |
| Боро Стјепановић      | професор                        |
| Сенад Башић           | Мајко Кјајевић                  |
| Бранко Ђурић Ђуро     | Соломон Бићакћић                |
| Младен Јеличић-Трока  | Шимширпашић Савудин             |
| Харис Бурина          | Ахмет Сарачевић                 |
| Жељко Кецојевић       | Жељко Станаревић, Муса Пуса     |
| Јасмин Гељо           | Мима Шиш, Мирко Доманчић-Роки   |
| Адмир Гламочак        | Суџука Мустафа, Симонида Пухало |
| Емир Хаџихафизбеговић | Богољуб Шаулић                  |
| Младен Нелевић        | Србољуб Шаулић, професор        |
| Жељко Нинчић          | Давор Стевановић, Маринко Ћутук |
| Саша Петровић         | Чабаравдић                      |

## Занимљивост
Оно што је почело у децембру 1984. године, да би током година прерасло у друштвени и театарски феномен ових простора поновљено је у децембру 2009. године, када се оригинална глумачка постава поново се окупила на Отвореној сцени Обала и након 25 година поново извела најпопуларнију представу коју је Сарајево изњедрило.